# ダブリン高等研究所
ダブリン高等研究所（ダブリンこうとうけんきゅうしょ、DIAS: 英語: Dublin Institute for Advanced Studies、アイルランド語: Institiúid Ard-Léinn Bhaile Átha Cliath）は、アイルランド・ダブリンにある国立の研究所である。
1940年に、当時のアイルランドの首相であったエイモン・デ・ヴァレラによって高等研究所法に基づいて設立された。同法には、「研究所の機能は、高度な研究の促進と専門知識の分野における研究の実施、および高度な研究と研究の結果の公表のための施設を提供することである」と規定されている。
研究所は、理論物理学、宇宙物理学、ケルト学の3つの学部で構成されている。現在の各学部の学部長は、ヴェルナー・ナーム、クリス・ビーン、ライリー・オ・ヒギンである。高等研究所法に基づいて、研究所には「高度な研究方法で学生を訓練する」権限を与えられているが、研究所自体では学位の授与を行っていない。研究所の研究者の指導の下で研究を行う大学院生は、世界中のどの大学からでも、その大学の理事会の同意を得て学位を取得することができる。

## 歴史

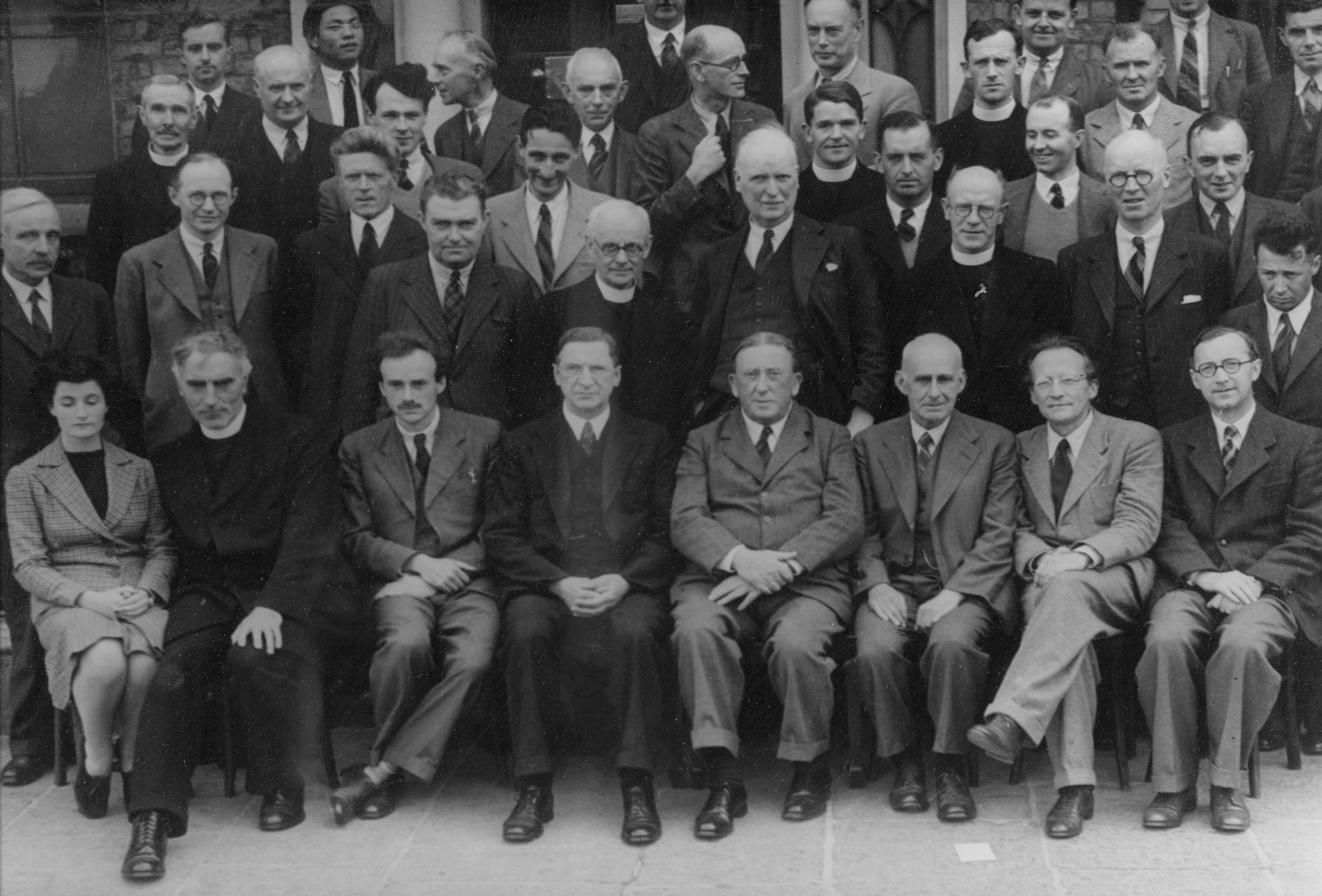
1942年にDIASで撮影された写真。
1列目左から：シェイラ・ティニー、ポードリッグ・デ・ブルン、ポール・ディラック、エイモン・デ・ヴァレラ、アーサー・W・コンウェイ、アーサー・エディントン、エルヴィン・シュレーディンガー、アルバート・ジョセフ・マッコーネル

研究所は当初メリオン・スクエアに理論物理学部とケルト学部の2つの学部で設立され、1947年に宇宙物理学部が追加された。現在、研究所はダブリンのサウスサイド地区に3つの施設を有するほか、ダブリン県北部にダンシンク天文台を有する。
デ・ヴァレラは、1937年に首相になった直後、高等教育機関の設立の可能性を調査した。大学で数学教師をしたこともあるデ・ヴァレラは、ダンシンク天文台の衰退を認識していた。同天文台の台長はアイルランド王室天文官の地位を保持しており、かつてはアイルランドで最も影響力のある数学者として知られるウィリアム・ローワン・ハミルトンが台長を務めたこともあった。数学と天文学における著名な学者との会合の後、彼は、ダンシンク天文台を復活させ、高等教育機関を設立する必要があるという結論に達した。
この研究所は、1930年に設立されたアメリカ合衆国ニュージャージー州のプリンストン高等研究所をモデルにしている。同研究所は、1940年当時には理論物理学を研究対象としていた。最も重要なことは、エルヴィン・シュレーディンガーがアイルランドに来ることに興味を示していたことであり、これは見逃せない機会であった。ケルト学部は、アイルランド語の重要性を見出していたデ・ヴァレラの意向によって設立された。彼は、それが国家の構成における重要な要素であり、そのためこの主題に専念する高等学習の場所を国家が持つことが重要だと考えていた。
当時、初等教育を修了した人は少数であり、大学教育は特権階級のためのものであったため、研究所の設立には幾分の議論の余地があった。高レベルの研究機関の設立は、乏しい資源の浪費であるとする考えもあった。しかし、デ・ヴァレラは、アイルランドがそのような団体を持つことの、国際的な舞台における非常に象徴的な重要性を認識していた。このような考え方は、デ・ヴァレラの首相の職務の多くに影響を与えた。
宇宙物理学部の地球物理学部門の北大西洋の形成に関する研究は、アイルランドの大陸棚が以前に考えられていたよりもはるかに大きいことを実証した。それにより、国際海洋法下においてアイルランドの排他的経済水域の面積を倍以上にすることができた。地球物理学部門は、地球物理学の研究に加えて、アイルランド国家地震ネットワーク（INSN）を維持している。
理論物理学部による統計力学の基礎研究により、コンピュータによる交換技術への応用が見出され、この知的財産を活用するための会社が設立された。 この研究所は、アイルランドの全ての研究を支援する最新の電子インフラストラクチャーの設置を支援する主要な組織の1つとなっている。
1968年、王立協会はデ・ヴァレラを旧規定12に基づくフェローに選出し、研究所の設立による科学への貢献を讃えた。

### 金融危機の影響
2009年7月、公共サービス番号と支出プログラムに関する特別グループの報告書（通称マッカーシーレポート）において、研究所をユニバーシティ・カレッジ・ダブリンかトリニティ・カレッジのいずれかに統合することが提案された。報告書では、79人の職員に対し国庫から670万ユーロ、1人あたり平均約85,000ユーロが支払われていると指摘している。しかし、 2009年の年次報告書に含まれる会計監査では、年金の額が100万ユーロ以上で、それに客員研究員に支払う金額が加わり、実際の給与と賃金の合計は510万ユーロ、平均で65,000ユーロだった。
その後、2013年に高等教育局が実施した高等教育セクターとその機関の包括的なレビューでは、次のように提案された。「ダブリン高等研究所については [...] ケルト研究、宇宙物理学、理論物理学の3つの学部で基礎研究を行う独立した研究機関であり、この法律に構造的な変更は加えられない。ただし、研究所への資金配分の責任は、教育・職業技能省から高等教育局に移管される。教育・職業技能大臣は、この提案を高等教育システムのより広範な再構成の一環として受け入れた」。2018年春の時点で、DIASは教育・職業技能省に報告する独立した機関のままである。

### 現在の状態
2016年現在、研究所には55人のコアスタッフ、16人の外部から資金を提供されたスタッフがいる（援助の助成金に360万ユーロ、年金および退職金、その他の外部研究助成金に94万ユーロ、平均65,000ユーロ）。24人の学者もいる。2016年には115人の国際研究訪問者を受け入れた。

## ケルト学部

### 歴史
ケルト学部（英語: School of Celtic Studies、アイルランド語: Scoil an Léinn Cheiltigh）は、1940年に研究所の最初の2つの学部のうちの1つとして設立された。初代の学部長はオズボーン・バーギンだった。過去にこの学部で研究した他の主要な学者には、トーマス・フランシス・オラヒリー、ダニエル・アンソニー・ビンチー、セシール・オライリー、リチャード・アーヴァイン・ベスト、ジェイムズ・パトリック・カーニー、マイルズ・ディロン、プロインシアス・マッカーナ、デイビット・グリーン、ブライアン・オ・キーヴ、ブランドーン・オ・ブアハラ、ロパール・ヘモン、ハインリヒ・ワグナーがいる。

### 研究
ケルト学部では、全ての時代の全てのケルト語派の言語を広く取り扱っている。研究の大部分は、アイルランド語の歴史と初期の時代からの文学に関するものである。学部の主な任務には、アイルランドの写本の目録の作成、写本からのアイルランド語のテキストの出版、文法と長期にわたるアイルランド語の発達の研究、アイルランドの方言の録音と研究、アイルランドの文学のアイルランド社会の歴史への貢献、他のケルト語派についての同様の研究がある。
ケルト学部は、Irish Script on Screen Project（ISOS）を実行している。これは、アイルランドの写本のデジタル画像を世界中の図書館から利用可能にするプロジェクトである。Ogham in 3D Projectは、オガム文字による中世初期の碑文を全て3Dデジタル画像としてキャプチャしてカタログ化することを目的としている。ケルト学部は、アイルランドの言語学と文学の電子書誌を管理している。そのウェブサイトは、独立したプロジェクトであるMonasticon HibernicumとBardic Poetry Databaseもホストしている。
ケルト学部はケルト学に関する出版社としての役割も果たしている。1946年から独自の論文誌Celticaを発行しており、ケルト学の全ての分野の研究の発表が行われている。当初Celticaは不定期刊であったが、2016年から毎年11月に発行される年刊誌になった。
ケルト学部には、古アイルランド語、初期現代アイルランド語、中期ウェールズ語の課程を提供する3年間のサマースクールがある。また、ケルト学部では、臨時のカンファレンス、および毎年11月に開催される「チョノール」（"Tionól"、「集会」の意）と呼ばれる年次カンファレンスを開催している。ケルト学部は、有望な若手研究者に対する3年間のオドノヴァン奨学金（O’Donovan Scholarships）、上級研究者に対する5年間のバーギン・フェローシップ（Bergin Fellowship）を提供している。

## 理論物理学部

### 歴史
理論物理学部は当初、教授のエルヴィン・シュレーディンガー1人だけで構成されていた。シュレーディンガーは、量子理論に関する2つの課程を提供して、学部長としての任務を開始した。それまで、アイルランドにはこのレベルの課程は存在しなかった。一連の講義には2つのレベルがあり、下位レベルは波動力学入門、量子力学系の摂動理論、電子のスピン、ディラックの相対論的波動方程式を教えた。上位レベルでは、学部で行われている研究の紹介を行った。1941年6月、ヴァルター・ハイトラーが加わり、助教授に就任した。ハイトラーは学生に化学結合の量子理論を紹介する講義を行った。これらの講義には、ダブリン地域の高等教育機関の教員や学生が参加し、20世紀の理論物理学に触れた。当時の数学界のメンバーは、シュレーディンガーとハイトラーの講義を聞く機会を得て、それから数年で、その内容を含んだ資料が大学の学部課程で使われるようになった。
デ・ヴァレラが研究所を設立したときに念頭に置いていた目的の1つに、ユニバーシティ・カレッジ・ダブリンとトリニティ・カレッジの学者に出会いの場を提供することがあった。歴史的・宗教的な理由から、2つの大学間の学術的な接触はそれ以前には存在しなかった。当時の教育大臣ドナ・オマリーが1967年に大学合併法案を提出し、2つの大学の合併を提案したが、両大学に強く反対され、最終的に失敗した。

### 研究
理論物理学部の初期の研究は、主に非線形場の理論、中間子理論、一般相対性理論および幾何学に焦点を当てていた。ハイトラーが1941年に着任したときに研究を開始した中間子は、当時、強い相互作用を媒介する粒子であると考えられていた。1948年、ジョン・ライトン・シンが上級教授に任命された。彼の研究の関心は一般相対性理論と幾何学だった。その後、コルネリウス・ランチョスが教員に加わり、コンピュータが開発されたことで、数値解析が研究対象に加わった。ロホラン・オラファティは理論素粒子物理学における対称性の応用に貢献し、ジョン・T・ルイスはボース＝アインシュタイン凝縮や大偏差理論の研究を行った。

## 宇宙物理学部

### 歴史
宇宙物理学部は1947年にDIASに追加された。設立の理由の1つに、理論物理学部のヴァルター・ハイトラーが、中間子の研究のために宇宙線の実験的研究との接触を望んでいたことがある。また、フォインズのアイルランド気象局に勤務していたレオ・ヴェンツル・ポラックが主張していた、アイルランドにおける地球物理学研究センターの提案にも部分的に応え、ダンシンク天文台とその科学的遺産を保護したいというエイモン・デ・ヴァレラの希望も叶えるものだった。宇宙物理学部には、天文学、地球物理学、宇宙線学の3つの主要な研究分野があった。1970年から1995年までの宇宙物理学部の学部長はエドワード・フランシス・フェイヒーだった。
天文学部門の最初の長はハーマン・ブラックだった。彼は、太陽近紫外分光法と光電恒星測光を確立した。地球物理学部門はレオ・ヴェンツル・ポラックが率いた。彼は、ユニバーシティ・カレッジ・ダブリンのノーラン兄弟との密接な協力のもとで、主に大気エアロゾル物理学に取り組んだ。宇宙線部門の最初の長には、オーストリアのノーベル賞受賞者ヴィクトール・フランツ・ヘスを招聘しようとしたが、最終的に彼は辞退した。結局、マンチェスター大学のパトリック・ブラケットの研究室に在籍していたハンガリーの物理学者ラジョス・ヤーノシにその座が与えられた。彼は、現在では空気シャワー物理学と呼ばれているものに取り組んでいた。
宇宙物理学部は、アイルランド島にある2つの地域の最初の政府間協定の中心となった。また、1947年に署名された、南アフリカのボイデン天文台で大型シュミット望遠鏡を操作する国際協定、Armagh-Dunsink-Harvard協定に加盟した。宇宙物理学部は、宇宙線実験としてアイルランド初の宇宙実験に関与し、カリフォルニア大学バークレー校と協力してアポロ16号とアポロ17号のミッションで月での実験を行った。ハンブルク大学と共同で北大西洋の地震研究を開拓し、アイルランドの大陸棚が以前に考えられていたよりもはるかに大きく広がっており、アイルランドにとって非常に大きな経済的利益をもたらす可能性があることを発見した。

### 研究
長年にわたり、宇宙物理学部の各部門は、上級職員の関心の変化や外部環境の変化に対応して、研究分野を変えてきた。宇宙線部門は高エネルギーの非熱現象と星形成に重点を置いた理論天体物理学部門に進化し、最終的に天文学部門と統合されて単一の天文学・天体物理学部門になった。地球物理学部門は、大気物理学の研究から始まり、地震研究に重点を置いた固体地球物理学に移行した。
天文学・天体物理学部門の現在の主要な研究分野は、恒星と惑星の形成、大質量星の進化、（宇宙線物理学の歴史的遺産に基づく）高エネルギー現象学と天体粒子物理学である。
地球物理学部門の研究には、地球規模の遠地地震の研究、火山の地震学、衛星と地上のデータを使用した地球の重力場・磁場の詳細な研究、さまざまな手法を使用した基本的な地球物理学的プロセスのアイルランドやその他の場所での現地調査がある。